# Dinle
"Dinle" ("Escute") foi a canção que representou a Turquia no Festival Eurovisão da Canção 1997 que teve lugar em 3 de maio daquele ano, na cidade de Dublin.
A referida canção foi interpretada em turco por  Şebnem Paker e pelo Grup Etnic. Foi a segunda canção a ser interpretada na noite do festival, a seguir à canção cipriota "Mana Mou", interpretada por Hara & Andreas Konstantinou e antes da canção norueguesa  "San Francisco", cantada por Tor Endresen. A canção turca terminou a competição em terceiro lugar, tendo recebido 121 pontos, Foi a melhor classificação da Turquia até à vitória em 2003 e a melhor em turco. No ano seguinte, a Turquia foi representada por Tüzmen que interpretou o tema  "Unutamazsın". Esta foi a segunda vez  consecutiva que Paker competiu na Eurovisão, ela havia representado também a Turquia no ano anterior, em 1996, com a canção  "Beşinci Mevsim".

## Autores
| AUTORES                    |
| -------------------------- |
| Letrista: Mehtap Alnıtemiz |
| Compositor: Levent Çoker   |
| Orquestrador: Levent Çoker |

## Letra
A canção é uma balada de amor, em que a intérprete pede ao seu amado para que a escute ("dinle") a dizer que sente muito a sua falta.